# TBV Lemgo
Maillots
Actualités
Dernière mise à jour : 5 juin 2021.
Le TBV Lemgo est un club omnisports allemand basé à Lemgo dans l'arrondissement de Lippe en Rhénanie-du-Nord-Westphalie. Fondé en 1911 sous le nom de Ballsportverein Lemgo 1911, il devient en 1945 le Turn- und Ballspielverein Lemgo von 1911. Le club possède des sections de football, d'athlétisme, de danse, de boxe, de cheerleading, de gymnastique et de volleyball. 
Mais le club est particulièrement connu pour sa section de handball, objet de cet article. Créée en 1924, elle évolue en Bundesliga depuis 1983 et a notamment remporté trois coupes d'Europe et six titres nationaux.

## Histoire
Le TBV Lemgo accède à la 2. Bundesliga en 1981 puis deux ans plus tard à la Bundesliga. Malgré des premières saisons assez difficiles, à la limite de la relégation, pourtant le club n'est jamais redescendu depuis.
Montant en puissance à la fin des années 1980, 90 et 2000, le club parvient à décrocher son premier titre nationale, la Coupe d'Allemagne en 1995 au détriment du HSV Düsseldorf.
Viennent ensuite plusieurs titres nationaux dont un Championnat d'Allemagne et une Supercoupe d'Allemagne en 1997, où le TBV Lemgo fait un doublé puisqu'il remporta également sa deuxième Coupe d'Allemagne.
Cinq ans après, le TBV Lemgo remporte sa troisième Coupe d'Allemagne puis réalise un doublé en remportant son deuxième Championnat d'Allemagne et également sa deuxième Supercoupe d'Allemagne en 2003.
Ce succès ne se limita pas au plan national puisque le club remporte en 1996 son premier trophée européen, la Coupe des coupes. Puis, dans les années 2000, le club remporte la Coupe de l'EHF à deux reprises, en 2006 au détriment du Frisch Auf Göppingen et en 2010 au détriment cette fois des suisses du Kadetten Schaffhausen.
Depuis, le TBV Lemgo a plus de mal à rivaliser face aux grosses cylindrées de la Bundesliga, naviguant dans le milieu du classement.
En juin 2021, le club crée la surprise en remportant la Coupe d'Allemagne 2019/20 (de) et obtient une qualification en Ligue européenne dix ans après sa dernière campagne européenne.

## Palmarès
| Compétitions internationales                                              | Compétitions nationales |
| - Coupe des coupes (C2) (1) : 1996 - Coupe de l'EHF (C3) (2) : 2006, 2010 | - Championnat d'Allemagne (2) : 1997, 2003 - Coupe d'Allemagne (4) : 1995, 1997, 2002, 2020 - Finaliste en 1999 - Supercoupe d'Allemagne (4) : 1997, 1999, 2002, 2003 - Finaliste en 1995 |

## Parcours détaillé

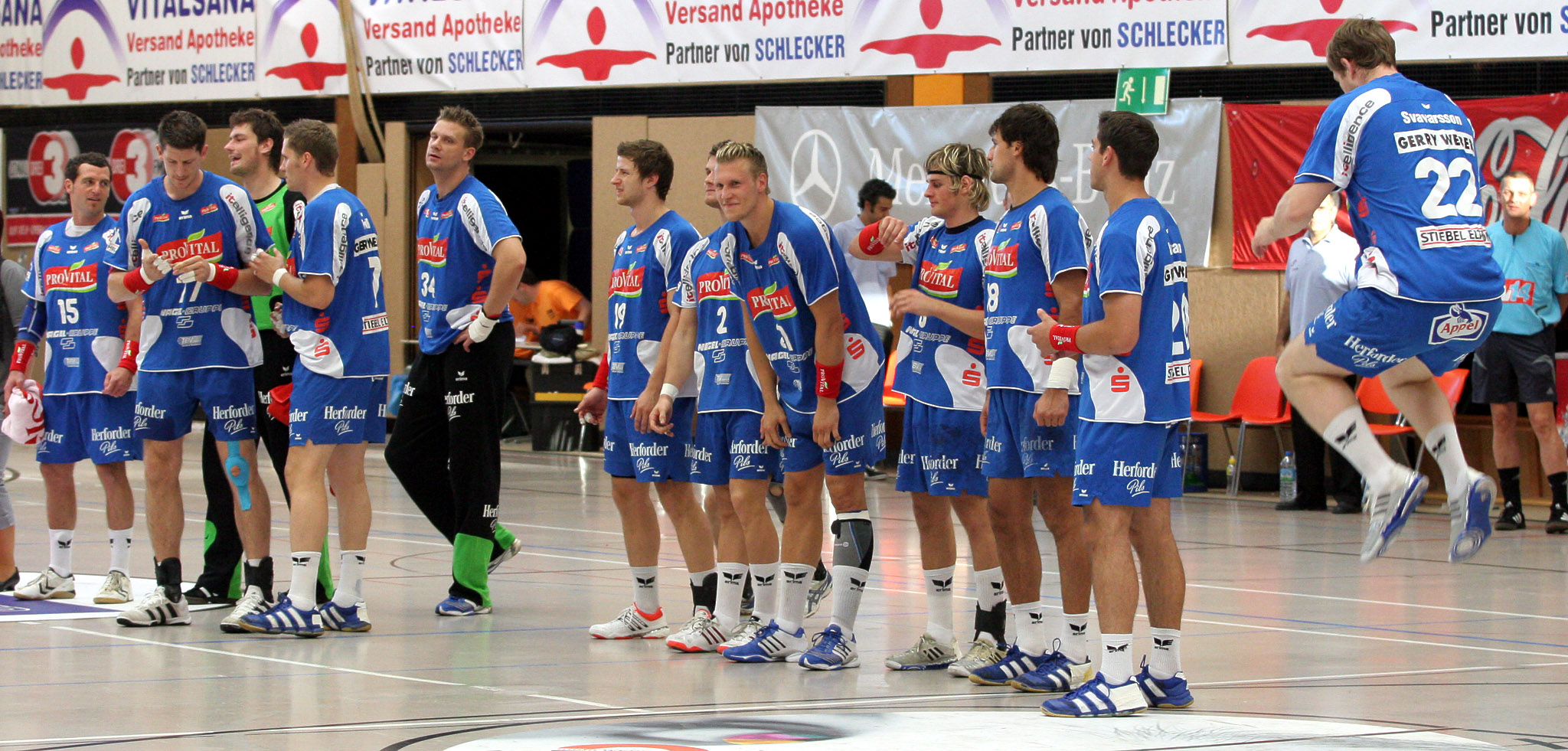
Le TBV Lemgo lors de la saison 2008/2009

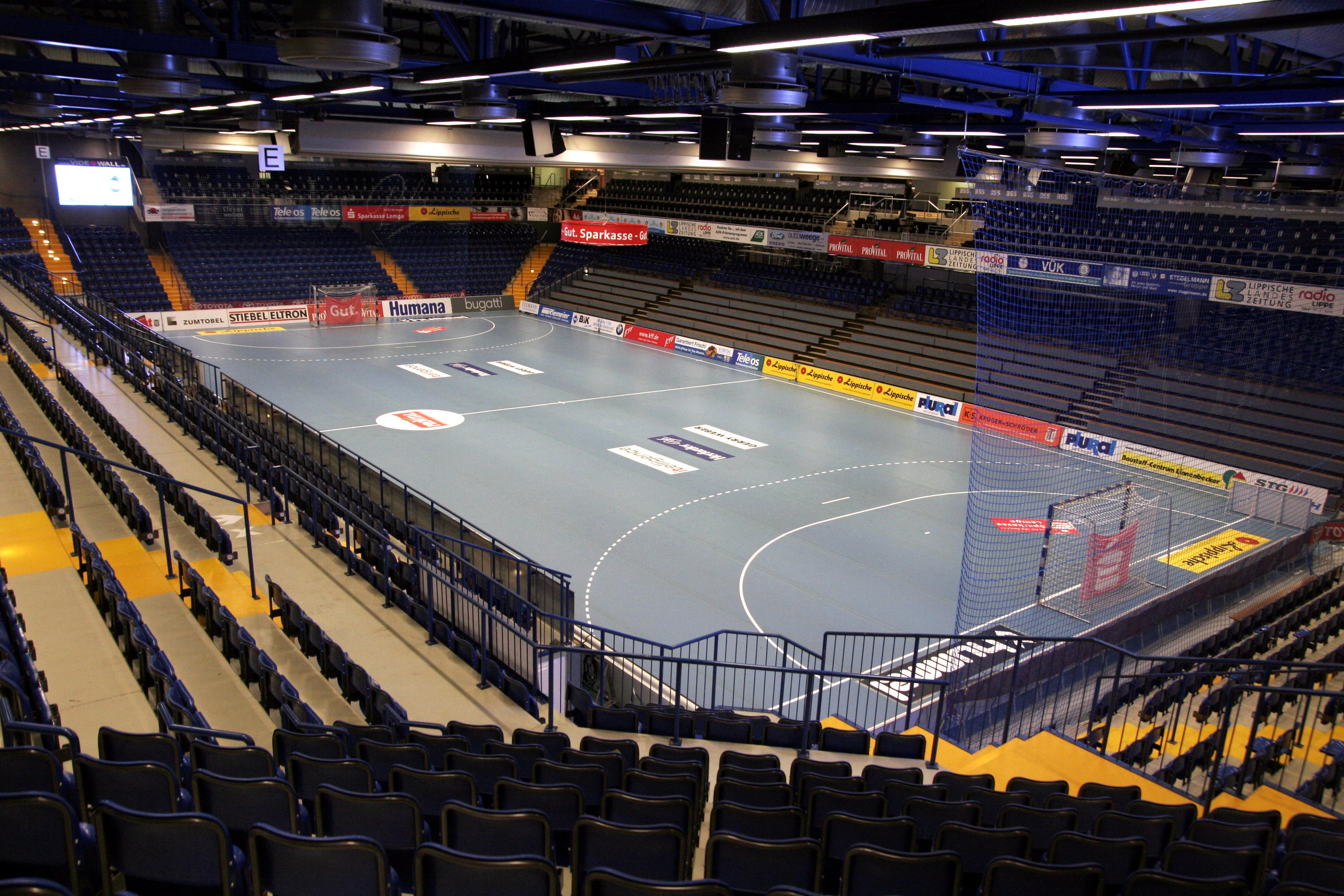
La Lipperlandhalle de Lemgo

| Saison    | Compétitions nationales | Compétitions nationales | Compétitions nationales | Compétitions nationales | Compétitions internationales | Compétitions internationales |
| Saison    | Niveau                  | Championnat             | Coupe                   | Supercoupe              | Coupe d'Europe*              | Supercoupe                   |
| --------- | ----------------------- | ----------------------- | ----------------------- | ----------------------- | ---------------------------- | ---------------------------- |
| 1980-1981 | 3                       | ?                       | -                       | -                       | /                            | /                            |
| 1981-1982 | 2                       | 13e (de)                | -                       | -                       | /                            | /                            |
| 1982-1983 | 2                       | 3e (de)                 | -                       | -                       | /                            | /                            |
| 1983-1984 | 1                       | 12e                     | ?                       | -                       | /                            | /                            |
| 1984-1985 | 1                       | 10e                     | ?                       | -                       | /                            | /                            |
| 1985-1986 | 1                       | 10e                     | ?                       | -                       | /                            | /                            |
| 1986-1987 | 1                       | 9e                      | ?                       | -                       | /                            | /                            |
| 1987-1988 | 1                       | 10e                     | ?                       | -                       | /                            | /                            |
| 1988-1989 | 1                       | 10e                     | ?                       | -                       | /                            | /                            |
| 1989-1990 | 1                       | 8e                      | ?                       | -                       | /                            | /                            |
| 1990-1991 | 1                       | 8e                      | ?                       | -                       | /                            | /                            |
| 1991-1992 | 1                       | 5e                      | ?                       | -                       | /                            | /                            |
| 1992-1993 | 1                       | 4e                      | ?                       | -                       | /                            | /                            |
| 1993-1994 | 1                       | 7e                      | ?                       | -                       | /                            | /                            |
| 1994-1995 | 1                       | 3e                      | Vainqueur               | Finaliste               | /                            | /                            |
| 1995-1996 | 1                       | 3e                      | ?                       | -                       | C2 : Vainqueur               | 3e                           |
| 1996-1997 | 1                       | Champion                | Vainqueur               | Vainqueur               | C2 : 1/4 de finale           |                              |
| 1997-1998 | 1                       | Vice-champion           | Demi-finale             | -                       | C1 : Demi-finale             |                              |
| 1998-1999 | 1                       | 3e                      | Finaliste               | Finaliste               | C3 : Demi-finale             |                              |
| 1999-2000 | 1                       | 4e                      | 4e tour                 | -                       | C2 : 1/4 de finale           |                              |
| 2000-2001 | 1                       | Vice-champion           | 4e tour                 | -                       | C3 : 1/4 de finale           |                              |
| 2001-2002 | 1                       | 3e                      | Vainqueur               | Finaliste               | C3 : 1/4 de finale           |                              |
| 2002-2003 | 1                       | Champion                | 4e tour                 | Vainqueur               | C2 : 1/2 finale              |                              |
| 2003-2004 | 1                       | 3e                      | 4e tour                 | -                       | C1 : 1/4 de finale           |                              |
| 2004-2005 | 1                       | 4e                      | 5e tour                 | -                       | C1 : 1/4 de finale           |                              |
| 2005-2006 | 1                       | 5e                      | 4e tour                 | -                       | C3 : Vainqueur               | 3e                           |
| 2006-2007 | 1                       | 7e                      | 1/4 finale              | -                       | C3 : 1/8 de finale           |                              |
| 2007-2008 | 1                       | 7e                      | 3e tour                 | -                       | C3 : 1/8 de finale           |                              |
| 2008-2009 | 1                       | 4e                      | 2e tour                 | -                       | C3 : 1/8 de finale           |                              |
| 2009-2010 | 1                       | 7e                      | 3e tour                 | -                       | C3 : Vainqueur               |                              |
| 2010-2011 | 1                       | 9e                      | 3e tour                 | -                       | C3 : Demi-finale             | -                            |
| 2011-2012 | 1                       | 7e                      | 2e tour                 | -                       | /                            |                              |
| 2012-2013 | 1                       | 9e                      | 3e tour                 | -                       | /                            | /                            |
| 2013-2014 | 1                       | 9e                      | 1/4 finale              | -                       | /                            | /                            |
| 2014-2015 | 1                       | 15e                     | 2e tour                 | -                       | /                            | /                            |
| 2016-2016 | 1                       | 13e                     | 1er tour                | -                       | /                            | /                            |
| 2016-2017 | 1                       | 13e                     | 1er tour                | -                       | /                            | /                            |
| 2017-2018 | 1                       | 9e                      | 1/8 finale              | -                       | /                            | /                            |
| 2018-2019 | 1                       | 12e                     | 1/8 finale              | -                       | /                            | /                            |
| 2019-2020 | 1                       | 10e                     | Vainqueur               | -                       | /                            | /                            |
| 2020-2021 | 1                       | en cours                | Pas de coupe            | -                       | /                            | /                            |
| 2021-2022 | 1                       | à venir                 | à venir                 | à venir                 | C3 : à venir                 | /                            |

*C1=Ligue des champions ; C2=Coupe des vainqueurs de coupes; C3=Coupe de l'EHF/Ligue européenne

## Effectif actuel

### Joueurs emblématiques

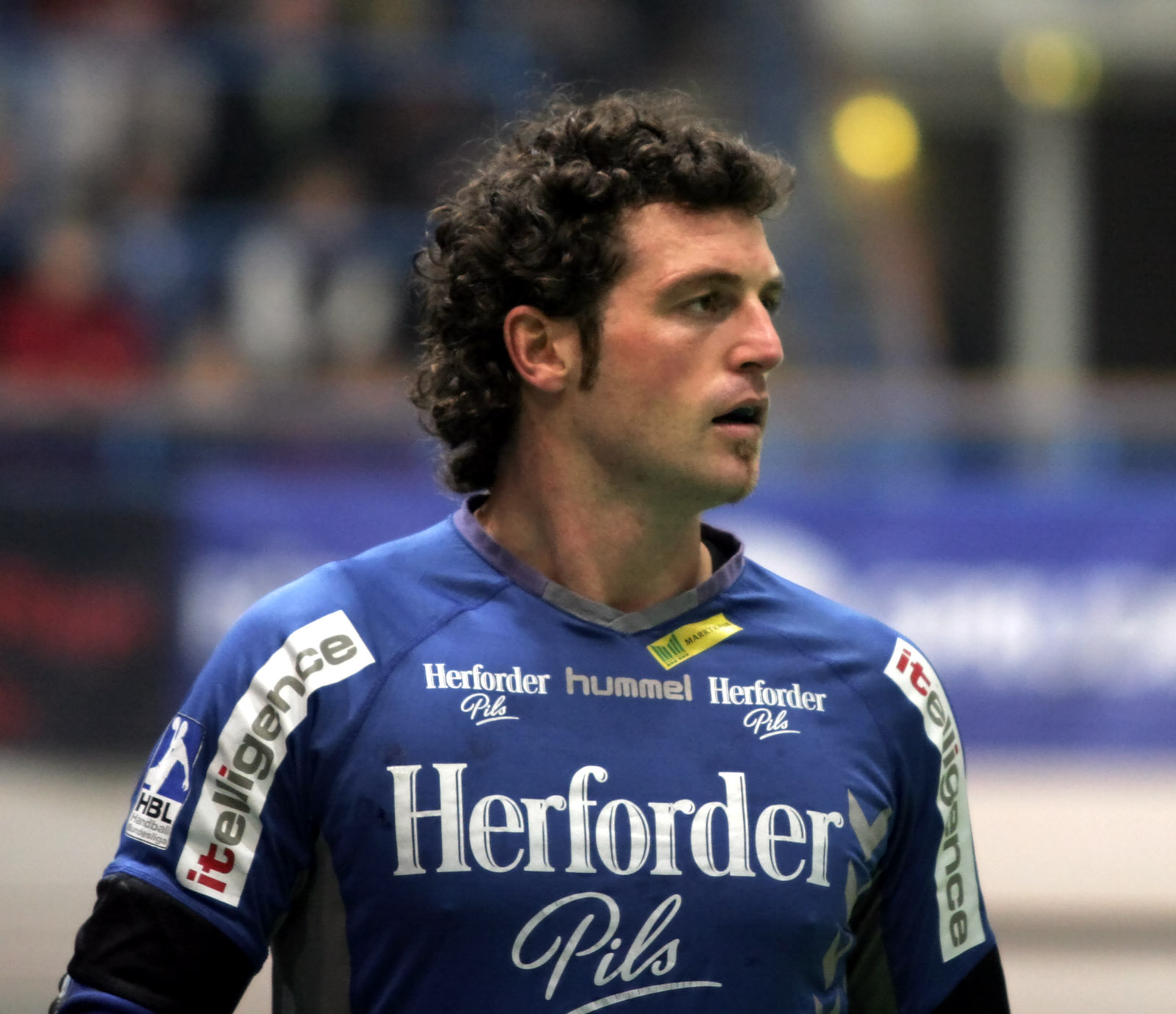
Florian Kehrmann, joueur de 1999 à 2014 et entraîneur depuis 2014.

Parmi les joueurs ayant évolué au club, on trouve :
- Marc Baumgartner (1994-1998 et 2000-2005)
- Markus Baur (2001-2007)
- Lasse Boesen (2007-2008)
- Jaume Fort (1999-2001)
- Holger Glandorf (2009-2011)
- Logi Geirsson (de) (2004-2010)
- Ásgeir Örn Hallgrímsson (2005-2007)
- Kasper Hvidt (1998-2000)
- Filip Jícha (2005-2007)
- Philippe Julia (1996-1997)
- Lars Kaufmann (2007-2009)
- Florian Kehrmann (1999-2014)
- Michael Kraus (2007-2010)
- Finn Lemke (2011-2015)
- Carsten Lichtlein (2005-2013)
- László Marosi (de) (1990-1999)
- Hendrik Pekeler (2012-2015)
- Christian Ramota (de) (2001-2005)
- Christian Schwarzer (2001-2007)
- Martin Strobel (2008-2013)
- Daniel Stephan (1994-2008)
- Volker Zerbe (1984-2006)

### Entraineurs
- Lajos Mocsai (1989-1996)
- Iouri Chevtsov (1996-2001)
- Peter Meisinger (2007-2008)
- Markus Baur (2008-2009)
- Volker Mudrow (2009-2011)
- Dirk Beuchler (2011-2013)
- Niels Pfannenschmidt (2013-2014)
- Florian Kehrmann (2014-)

## Historique du logo

Ancien logo
Logo jusqu'en 2018
Logo actuel

## Infrastructure
L'équipe joue régulièrement au Gerry-Weber-Stadion, à Halle (Westf.) lors d'importantes rencontres comme les confrontations européennes, celle-ci possède peut accueillir 11 000 spectateurs.
Par contre le club joue le plus souvent au Lipperlandhalle.
À noter que le TBV a détenu aussi le record du monde de spectateurs pour un match de handball en club, établi lors du match d'ouverture du championnat allemand, le 12 septembre 2004 : 30 925 personnes ont assisté à la défaite de Lemgo contre le THW Kiel (25-31) au Veltins-Arena de Gelsenkirchen, le record fut battu en 2011 par l'AG Copenhague.